# Слонов Іван Артемійович
Іван Артемійович Слонов (рос. Слонов Иван Артемьевич; нар. 22 травня (3 червня) 1882, Москва — пом. 19 вересня 1945, Саратов) — російський і радянський актор, режисер, педагог і громадський діяч. Народний артист РРФСР (1938).

## Біографія
Іван Слонов закінчив Московське училище живопису, скульптури і архітектури. Навчався в Музично-драматичному училищі філармонічного товариства. Відвідував спектаклі Малого театру, Художнього театру, виховувався на творчості М. М. Єрмолової, Г. М. Федотової, А. А. Яблочкіної.
Не закінчивши музично-драматичного училища, дебютував в 1903 в ролі Жадова у виставі Російського театрального товариства і був запрошений до Вітебського театру. М. П. Орленев, перебуваючи у Вітебську на гастролях відзначив молодого актора і рекомендував його до театру В. Ф. Коміссаржевської. Слонів дебютував тут в ролі Зіміна («Дачники»). Потім він грав ролі Власа («Дачники»), Карандишева; Малькова («дикунка» Островського і Соловйова), Макса («Бій метеликів» Зудермана). Виконання цих ролей відрізнялося емоційною силою, яскравим темпераментом.
У 1906 Слонов йде з театру Коміссаржевської. У цей період він працює в театрах Іркутська, Омська, Катеринодара, Новочеркаська. На провінційній сцені Слонів набув досвіду, не втративши безпосередності, щирості виконання.

## Пам'ять
- У 1933 році ім'я І. А. Слонова присвоєно Саратовському театральному училищу, в 2003 році — Саратовському театру драми.